# 도토쿠역
도토쿠역(일본어: 道徳駅)은 일본 아이치현 나고야시 미나미구에 위치한 나고야 철도 도코나메선의 철도역이다. 역 번호는 TA 02이며, 상대식 승강장 2면 2선의 구조를 갖춘 고가역이다.

## 타는 곳
| 1 | ■ 도코나메 선 | 하행 | 오타가와 · 도코나메 방면 |
| 2 | ■ 도코나메 선 | 상행 | 진구마에 · 나고야 방면   |

## 이용 현황
- 2013년 기준 : 5,262명

## 역 주변
- 국도 제247호선
- 도토쿠 공원
- JCHO 주쿄 병원

## 인접 역
| 나고야 철도 도코나메선           | 나고야 철도 도코나메선 | 나고야 철도 도코나메선   |
| -------------------------------- | ---------------------- | ------------------------ |
| TA 01 도요다혼마치 진구마에 방면 | ■ 도코나메선           | 오에 TA 03 도코나메 방면 |